# 日裔馬來西亞人
馬來西亞日本人，是指移居馬來西亞的日裔族群。日本人於19世紀末期起開始移居英屬馬來亞。

## 歷史
| 年份   | 男性  | 女性    | 總數    |
| ------ | ----- | ------- | ------- |
| 1891年 | 14人  | 100人   | 114人   |
| 1901年 | 87人  | 448人   | 535人   |
| 1911年 | 337人 | 1,692人 | 2,029人 |
| 1921年 | 757人 | 1,321人 | 2,078人 |
| 1931年 | 533人 | 790人   | 1,323人 |

自足利幕府開始，日本商人已與馬來亞人接觸。其後由於德川幕府實行鎖國政策，日本人與馬來亞人的接觸亦開始減少，只有琉球群島商人仍然繼續與馬六甲人接觸。1911年人口普查時，有2,029名日本人在馬來亞居住，其中五分之四為女性。但另有史料指出居於馬來亞的日本人達四千人。北婆羅洲（今沙巴）的山打根是日本移民的熱門目的地。山打根的日本人墓地是現時少數保留的日裔遺址。
1941年12月，日本佔領馬來亞，很多日軍和日本公司僱員因而移居馬來亞。日本投降後，日本人大多遣返回國，其中6,000名日本人經新加坡裕廊中轉營回國。第二次世界大戰末期至戰後，有200至400名殘留日本兵加入马来亚人民抗日军，以圖阻止英國重新控制馬來亞。這批參與马来亚人民抗日军的殘留日本兵中，最多人駐紮在霹靂江沙，這批殘留日本兵其後由馬來亞共產黨領導人萊特下令處決，而其他殘留日本兵則加入了馬共，並隱藏留在叢林。直至1990年，仍有2名仍跟隨馬共隱藏在馬泰邊境的日本人，他們其後遣返日本。據媒體訪問，這些殘留日本兵表示，他們留在馬共是因為他們認為在道德上有義務協助馬來亞脫離英國獨立。
2000年代末期，馬來西亞成為日本退休人士的熱門目的地。2002年至2006年，馬來西亞第二家園計劃接獲513份來自日本的申請。由於馬來西亞購房成本和僱用家庭傭工的成本較日本低，驅使這批退休人士選擇移民馬來西亞。這些退休人士因為無法負擔日本高成本的退休生活，故有時認為自己是經濟移民以至經濟難民。但整體來說，自1999年至2008年間，馬來西亞日本人的人口下跌了五分之一。

## 從商及就業情況
明治初年，移居馬來亞的日本人多為流浪水手和奴役下的娼妓（南洋姐），其中大部份來自九州。日本政府對他們的境況不聞不問，直至甲午戰爭和日俄戰爭爆發後才對其進行探訪，以避免損害日本的對外形象。他們的存在和他們賺取的收入組成早年日本人在馬來西亞的小型商業圈子。其後，他們擴張自己的業務，加上日本在東南亞的商業利益，改變了日本人在馬來亞人口的比例。日本與英國殖民政府合作，以打擊日本女性在馬來亞從事娼妓業。1920年代，大部份娼妓都遣返日本。
20世紀初，大部份在馬來亞的日本人以栽培橡膠樹為生。1917年橡膠業的高峰期時，有1,776名日本人獲聘為橡膠培植廠員工。他們主要在日資橡膠培植廠工作，這些工廠多集中在柔佛、森美蘭和婆羅洲。1917年，日本人在柔佛持有的橡膠種植場面積達170,000英畝（690平方）。但是，英國殖民政府在同年立法，規定不得將超過50英畝（200,000平方）的土地售給外國人。由於該項立法最影響日本人的利益，引發日本領事對此表示抗議，但無法改變英國殖民政府的決定。1920年代末，由於國際橡膠價格下跌，馬來亞橡膠培植廠的數目下跌至約600間。1921年至1937年間，23間馬來亞日資橡膠培植廠中，有18間結業。
在檳城的日本人則呈現與馬來亞其他地區的日本人不同的經濟發展模式。與馬來亞其他地區相似，早年日本人多在檳城從事娼業。早在1893年，日裔社群已建立起自己的墳場。在「溢出效應」的影響下，其他日本行業的工人亦遷入檳城，並在該地從商、從醫及從事酒店業。這些日本人亦獲得檳城本地人光顧，他們發現檳城本地人覺得他們的素質高，而且比歐洲人提供的同等服務便宜。日本人亦成立了檳城首間戲院和照片工作室。日本人開辦的商店多集中在辛特拉街和日本新街一帶。由於日本往返歐洲的遠洋輪船數量增加，而這些遠洋輪船又在檳城稍作停留，檳城的日裔酒店業主擴充了他們除娼妓以外的客戶群，他們利用累積的資本和經驗去建立更高質量的酒店，以迎合這批遠洋輪船乘客的需要。
1970年代，日本公司在馬來西亞的子公司或與馬來西亞聯營的公司數目顯著上升。1979年，在馬來西亞的日資聯營公司中，有43%從事製造業，主要生產電子產品、化學產品及木材。日本製造業在包括馬來西亞在內的東南亞國家設廠的數目因應1985年《廣場協議》所制訂的日圓強勢政策而增加。與英資或美資公司比較，馬來西亞的日資公司多傾向僱用外籍僱員。據1985年的調查顯示，平均每間日資公司有9.4名日籍僱員，但該數字呈下降趨勢。

## 跨種族關係
1931年的九一八事變導致了滿洲國的成立，亦因此引發馬來亞華人的排日運動。在檳城，華人社團領袖鼓勵華人社群抵制日資商店及日貨。在馬來亞日佔時期，華人懷疑留在馬來亞的日本人為日本政府的間諜或線人，但當時亦有從事日貨貿易的華人與日佔政府合作，亦有部份流利閩南語和日語的台灣人充當馬來亞人和日佔政府之間的橋樑。
1980年代至1990年代的日資公司管理層展示了跨種族關係的另一面。這批日資公司管理層由於文化背景類似的緣故，較偏好使用華人多於土著。雖然在馬來西亞的日資公司打算將管理層本地化，但這些公司的大部份經理仍多為日本人。亦有單身的高級本地華人經理在日本的大學畢業後迎娶日本女人，但日本經理的妻子多看不起這些女人，並與她們的接觸不多。在馬來西亞日資聯營公司或日資企業的日本人員工傾向組成一個「封閉和專屬的圈子」，並只與他們的馬來西亞同事和下屬發展關係。雖然這些日本人至少懂英語，但與其他馬來西亞人之間仍有語言障礙，加上這些日本人只會在馬來西亞居住一段較短的時間，這是兩者之間較少交往的原因。

## 組織

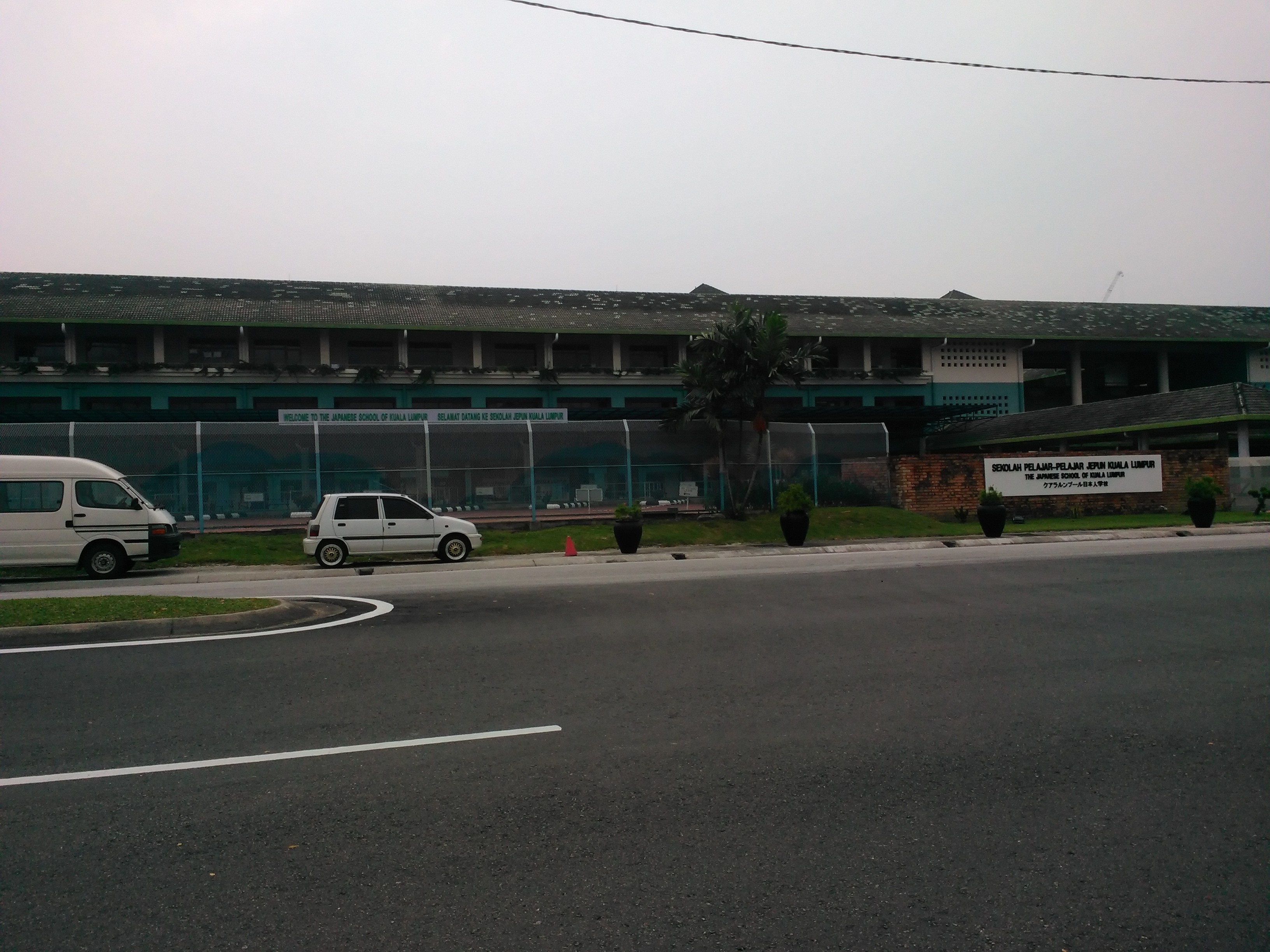
吉隆坡日本人學校

1905年成立的新加坡日本人會在馬來亞各地成立了分部，這些分部均得到馬來亞警察情报部门密切关注。
一些馬來西亞的主要城市設有日本人學校，包括位於雪蘭莪州梳邦的吉隆坡日本人學校、柔佛日本人學校、亞庇日本人學校和檳城日本人學校。位於霹靂州怡保的霹靂日本人學校是補習授業校。
居於馬來西亞的日本人多居於鄰近日本人學校或其他國際學校的高层公寓楼。

## 流行文化
在日本，20世紀初期馬來亞日籍娼妓的歷史由山崎朋子改編成小說《望鄉》。該部小說其後翻拍成電影《望乡》，並獲得奧斯卡最佳外語片的提名。

## 延伸閱讀
- Abdullah, Syed R. S.; Keenoy, Tom.  32. 1995: 747–766. doi:10.1111/j.1467-6486.1995.tb00150.x. |journal=被忽略 (帮助); |number=被忽略 (帮助)
- Raduan, Che Rose. . Selangor, Malaysia: Prentice Hall, Pearson Education. 2002. ISBN 978-983-2473-01-5. OCLC 51554618.
- Smith, Wendy A.  13. 1993: 50–76. doi:10.1080/10371399308521875. |journal=被忽略 (帮助); |number=被忽略 (帮助)